# Аббас ибн Али
Абу́ль-Фадль Абба́с ибн Али́ (араб. العباس بن علی‎; 15 мая 647, Медина — 12 октября 680, Кербела) — один из мучеников Кербелы, сподвижников имама Хусейна, убитых в день Ашура. Сын Али ибн Абу Талиба и Фатимы бинт Хизам аль-Килябии (Умм аль-Банин), почитается мусульманами за его преданность сводному брату Хусейну ибн Али, его уважение к Ахль аль-Бейт. Аббас ибн Али был известен как величайший воин в Аравии, унаследовавший силу своего отца, Али ибн Абу Талиба.

## Родственные связи
Помимо многочисленных сводных братьев, у Абу-ль-Фадла Аббаса было трое родных (от той же матери): Абдуллах ибн Али, Джафар ибн Али и Усама ибн Али. Он был женат на Любабе бинт Убайдуллах, в этом браке у них родилось трое сыновей: Фадль, Касим и Убайдуллах, по имени первого из которых Аббас ибн Али получил свою знаменитую кунью.

## Заслуги
До битвы при Кербеле Абу-ль-Фадл Аббас участвовал в Сиффинской битве, в которой неоднократно выходил на поле битвы в одежде своего отца и побеждал врагов. Имам Али ибн Абу Талиб называл Аббаса «луной хашимитов». 

## Роль в сражении при Кербеле

### Предыстория
Незадолго до смерти в 680 г. н.э. первый халиф Омейядов Муавия ибн Абу Суфьян передал бразды правления своему сыну Язиду. Язид обладал крайне негативной репутацией в исламской среде, поскольку был известен в качестве пьяницы и дебошира, который ввёл при дворе множество практик, противоречащих законам шариата. Кроме того, в халифате усугубилось социальное неравенство и дискриминация не арабов по этническому признаку.
Когда Язид был провозглашён халифом, Хусейна ибн Али, неоднократно пытались принудить к даче присяги Язиду, однако он решительно отказался. Когда имам Хусейн находился в Мекке, ему поступало множество писем из разных городов, в которых люди, недовольные правлением Омейядов, призывали его возглавить их, став их руководителем. Хусейн ибн Али решил откликнуться на воззвание жителей иракского города эль-Куфа, обещавших ему 100 000 мечей в поддержку против Язида. В то же время, в Мекку были подосланы наёмные убийцы. Хусейн принял решение ответить на призыв куфийцев, и выдвинулся в сторону эль-Куфы с караваном, сопровождаемый членами своего семейства и сподвижниками.
Близ местечка Кербела войска Язида, возглавляемые Умаром ибн Са’дом и Хурром, перерезали путь каравану Хусейна (причём Хурр впоследствии перешёл на сторону восставших и почитается в шиизме как мученик Ашуры). 2 мухаррама 61 г. хиджры (2 октября 680 г.  н.э.) люди из лагеря имама Хусейна были полностью отрезаны от источника воды — реки Евфрат. Как сообщает шейх Муфид, автор жизнеописания шиитских имамов под названием «Китаб аль-иршад», стояла крайне жаркая погода, и несколько дней восставшие провели в режиме строгой экономии воды, страдая от её недостатка. Седьмого Мухаррама вода в лагере имама Хусейна полностью закончилась, однако противники отказывались напоить даже детей.

### Мученическая смерть Аббаса
После того, как все запасы воды в лагере Хусейна иссякли, Абу-ль-Фадль Аббас совершил прорыв к реке Евфрат и наполнил бурдюк водой. По данным шейха Муфида, последней каплей, которая сподвигла его на этот шаг, был плач его племянницы, маленькой дочери Хусейна Ругайи, изнывающей от жажды. Однако Аббас был тут же атакован омейядским войском, и обе его руки были отрублены. Тогда он попытался донести бурдюк, сжав его в зубах, однако в него выпустили стрелу, и бурдюк упал, а вода вытекла. Абу-ль-Фадль Аббас умер в день Ашура, 10 мухаррама, когда все другие сподвижники имама Хусейна и он сам были убиты в сражении при Кербеле.

## Место захоронения и паломничества
Абу-ль-Фадл Аббас похоронен в Кербеле (Ирак). В 1622 году по инициативе шаха Аббаса I из династии Сефевидов на его могиле началось строительство мавзолея, известного как мечеть Абу-ль-Фадла Аббаса. Этот мавзолей сегодня привлекает к себе тысячи шиитских паломников, совершающих зиярат к гробнице имама Хусейна и Аббаса. 
Примечательно, что из-за строительных работ река Евфрат изменила направление своего течения, и сегодня огибает мавзолей Абу-ль-Фадла Аббаса. Харам (усыпальница) имама Хусейна расположен в непосредственной близости от мавзолея Аббаса, а пространство между ними носит название «байн-уль-харамейн» («между двумя святынями») и является одним из самых священных мест для мусульман-шиитов. В связи с неспокойной обстановкой в Ираке, связанной с американским вторжением, в этом месте неоднократно совершались террористические акты, в которых гибло множество людей.